# Hynobius katoi
Espèce
Statut de conservation UICN

 DD  : Données insuffisantes
Hynobius katoi est une espèce d'urodèles de la famille des Hynobiidae.

## Répartition
Cette espèce est endémique de Honshū au Japon. Elle se rencontre dans les préfectures de Shizuoka et de Nagano de 500 à 1 200 m d'altitude.

## Description
Les mâles mesurent jusqu'à 58 mm sans la queue et les femelles jusqu'à 63 mm sans la queue.

## Étymologie
Cette espèce est nommée en l'honneur de Makoto Kato.

## Publication originale
- Matsui, Kokuryo, Misawa & Nishikawa, 2004 : A new species of salamander of the genus Hynobius from central Honshu, Japan (Amphibia, Urodela). Zoological Science. Tokyo, vol. 21, p. 661-669 (texte intégral).